# Patrick Sequeira
Patrick Gilmar Sequeira Mejías (Puerto Limón, 1º marzo 1999) è un calciatore costaricano, portiere del Casa Pia e della nazionale costaricana.

## Carriera

### Club
Sequeira è cresciuto nel settore giovanile del Limón, che nel 2015 lo ha ceduto al Saprissa. Promosso in prima squadra nel 2016, dopo una stagione da terza scelta in cui non ha giocato alcun incontro è passato in prestito per due anni al Real Unión. Ha giocato il suo primo incontro ufficiale il 29 ottobre 2017 in Segunda División B contro il Tudelano. Il 16 luglio 2019 è stato acquistato a titolo definitivo dal club spagnolo, con cui ha firmato un biennale.
L'8 settembre 2020 è andato in prestito per una stagione al Celta Vigo, che lo ha assegnato alla propria seconda squadra. Rientrato al Real Unión al termine della stagione, ha trovato poco spazio giocando solamente tre incontri in tutto il campionato.
Il 4 luglio 2022 ha firmato un triennale con il Lugo, dove ha ricoperto il ruolo di riserva dietro al titolare Óscar Whalley. Ha debuttato nel campionato cadetto spagnolo il 7 maggio 2023 nell'incontro pareggiato 2-2 contro il FC Andorra. Al termine della stagione è stato ceduto a titolo definitivo all'Ibiza che gli ha offerto un ruolo da titolare.

### Nazionale
Il 1º luglio 2021 è stato incluso nella lista dei convocati per al CONCACAF Gold Cup 2021 nelle vesti di terzo portiere. Tuttavia prima dei quarti  di finale è stato rimpiazzato da Kevin Briceño a causa di un infortunio accorso nel riscaldamento della partita della fase a gironi contro la Giamaica dove avrebbe dovuto giocare titolare.
Ha giocato il suo primo incontro ufficiale con la nazionale costaricana il 23 settembre 2022 nell'incontro amichevole pareggiato 2-2 contro la nazionale sudcoreana dove ha rimpiazzato Esteban Alvarado, appena espulso per aver causato un rigore. Il 3 novembre seguente è stato incluso anche nella lista finale per il Campionato mondiale 2022.
Nel giugno del 2024 è stato convocato per la Copa América 2024.

## Statistiche

### Presenze e reti nei club
Statistiche aggiornate al 19 giugno 2024.
| Stagione        | Squadra         | Campionato      | Campionato | Campionato | Coppe nazionali | Coppe nazionali | Coppe nazionali | Coppe continentali | Coppe continentali | Coppe continentali | Altre coppe | Altre coppe | Altre coppe | Totale | Totale | Totale |
| Stagione        | Squadra         | Comp            | Pres       | Reti       | Comp            | Pres            | Reti            | Comp               | Pres               | Reti               | Comp        | Pres        | Reti        | Pres   | Reti   |        |
| --------------- | --------------- | --------------- | ---------- | ---------- | --------------- | --------------- | --------------- | ------------------ | ------------------ | ------------------ | ----------- | ----------- | ----------- | ------ | ------ | ------ |
| 2017-2018       | Real Unión      | SDB             | 4          | -7         | CR              | 0               | 0               |                    | -                  | -                  |             | -           | -           | 4      | -7     |        |
| 2018-2019       | Real Unión      | SDB             | 5          | -3         | CR              | 0               | 0               |                    | -                  | -                  |             | -           | -           | 5      | -3     |        |
| 2019-2020       | Real Unión      | SDB             | 13         | -12        | CR              | 0               | 0               |                    | -                  | -                  |             | -           | -           | 13     | -12    |        |
| 2020-2021       | Celta Vigo B    | SDB             | 16         | -17        |                 | -               | -               |                    | -                  | -                  |             | -           | -           | 16     | -17    |        |
| 2021-2022       | Real Unión      | PDR             | 3          | -3         | CR              | 1               | -2              |                    | -                  | -                  |             | -           | -           | 4      | -5     |        |
| 2022-2023       | Lugo            | SD              | 4          | -6         | CR              | 0               | 0               |                    | -                  | -                  |             | -           | -           | 4      | -6     |        |
| 2023-2024       | Ibiza           | PF              | 28         | -26        | CR              | 0               | 0               |                    | -                  | -                  |             | -           | -           | 28     | -26    |        |
| Totale carriera | Totale carriera | Totale carriera | 73         | -74        |                 | 1               | -2              |                    | -                  | -                  |             | -           | -           | 74     | -76    |        |

### Cronologia presenze e reti in nazionale
| Cronologia completa delle presenze e delle reti in nazionale ― Costa Rica | Cronologia completa delle presenze e delle reti in nazionale ― Costa Rica | Cronologia completa delle presenze e delle reti in nazionale ― Costa Rica | Cronologia completa delle presenze e delle reti in nazionale ― Costa Rica | Cronologia completa delle presenze e delle reti in nazionale ― Costa Rica | Cronologia completa delle presenze e delle reti in nazionale ― Costa Rica | Cronologia completa delle presenze e delle reti in nazionale ― Costa Rica | Cronologia completa delle presenze e delle reti in nazionale ― Costa Rica |
| Data                                                                      | Città                                                                     | In casa                                                                   | Risultato                                                                 | Ospiti                                                                    | Competizione                                                              | Reti                                                                      | Note                                                                      |
| ------------------------------------------------------------------------- | ------------------------------------------------------------------------- | ------------------------------------------------------------------------- | ------------------------------------------------------------------------- | ------------------------------------------------------------------------- | ------------------------------------------------------------------------- | ------------------------------------------------------------------------- | ------------------------------------------------------------------------- |
| 23-9-2022                                                                 | Goyang                                                                    | Corea del Sud                                                             | 2 – 2                                                                     | Costa Rica                                                                | Amichevole                                                                | -1                                                                        | 84’                                                                       |
| 27-9-2022                                                                 | Suwon                                                                     | Uzbekistan                                                                | 1 – 2                                                                     | Costa Rica                                                                | Amichevole                                                                | -                                                                         | 46’                                                                       |
| 31-5-2024                                                                 | San José                                                                  | Costa Rica                                                                | 0 – 0                                                                     | Uruguay                                                                   | Amichevole                                                                | -                                                                         |                                                                           |
| 6-6-2024                                                                  | San José                                                                  | Costa Rica                                                                | 4 – 0                                                                     | Saint Kitts e Nevis                                                       | Qual. Mondiali 2026                                                       | -                                                                         |                                                                           |
| 9-6-2024                                                                  | Saint George's                                                            | Grenada                                                                   | 0 – 3                                                                     | Costa Rica                                                                | Qual. Mondiali 2026                                                       | -                                                                         |                                                                           |
| 24-6-2024                                                                 | Inglewood                                                                 | Brasile                                                                   | 0 – 0                                                                     | Costa Rica                                                                | Coppa America 2024 - 1º turno                                             | -                                                                         |                                                                           |
| 28-6-2024                                                                 | Glendale                                                                  | Colombia                                                                  | 3 – 0                                                                     | Costa Rica                                                                | Coppa America 2024 - 1º turno                                             | -3                                                                        |                                                                           |
| 2-7-2024                                                                  | Austin                                                                    | Costa Rica                                                                | 2 – 1                                                                     | Paraguay                                                                  | Coppa America 2024 - 1º turno                                             | -1                                                                        |                                                                           |
| 5-9-2024                                                                  | San José                                                                  | Costa Rica                                                                | 3 – 0                                                                     | Guadalupa                                                                 | CONCACAF Nations League 2024-2025 - 1º turno                              | -                                                                         |                                                                           |
| 9-9-2024                                                                  | Città del Guatemala                                                       | Guatemala                                                                 | 0 – 0                                                                     | Costa Rica                                                                | CONCACAF Nations League 2024-2025 - 1º turno                              | -                                                                         |                                                                           |
| 11-10-2024                                                                | Paramaribo                                                                | Suriname                                                                  | 1 – 1                                                                     | Costa Rica                                                                | CONCACAF Nations League 2024-2025 - 1º turno                              | -1                                                                        |                                                                           |
| 15-10-2024                                                                | San José                                                                  | Costa Rica                                                                | 3 – 0                                                                     | Guatemala                                                                 | CONCACAF Nations League 2024-2025 - 1º turno                              | -                                                                         |                                                                           |
| 14-11-2024                                                                | San José                                                                  | Costa Rica                                                                | 0 – 1                                                                     | Panama                                                                    | CONCACAF Nations League 2024-2025 - Quarti di finale                      | -1                                                                        |                                                                           |
| 18-11-2024                                                                | Panama                                                                    | Panama                                                                    | 2 – 2                                                                     | Costa Rica                                                                | CONCACAF Nations League 2024-2025 - Quarti di finale                      | -2                                                                        |                                                                           |
| 21-3-2025                                                                 | Belmopan                                                                  | Belize                                                                    | 0 – 7                                                                     | Costa Rica                                                                | Qual. Gold Cup 2025                                                       | -                                                                         |                                                                           |
| 25-3-2025                                                                 | San José                                                                  | Costa Rica                                                                | 6 – 1                                                                     | Belize                                                                    | Qual. Gold Cup 2025                                                       | -1                                                                        |                                                                           |
| Totale                                                                    |                                                                           | Presenze                                                                  | 16                                                                        |                                                                           | Reti                                                                      | -10                                                                       |                                                                           |